# Рельєф
Рельє́ф (нім. Relief; фр. relief від лат. relevo — «підіймаю») — сукупність нерівностей поверхні суходолу, дна океанів і морів, різноманітних за обрисами, розмірами, походженням, будовою, віком та історією розвитку. Сукупність форм земної поверхні, які перебувають на різних стадіях розвитку, у складному поєднанні одна з одною й у взаємозв'язку з довкіллям. Рельєф вивчає геоморфологія — наука про рельєф Землі, його походження, просторові, генетичні та історичні закономірності будови та розвитку.

## Загальний опис
Рельєф — результат постійної взаємодії внутрішніх (вулканічних, тектонічних) і зовнішніх (денудація, акумуляція) геологічних процесів. Наслідком перших є вертикальні зміщення земної кори, наслідком других — вивітрювання, руйнування гірських порід, перенесення, відкладення та перевідкладення продуктів вивітрювання.
Рельєф суш включає різновікові елементи зі слідами як висхідного, так і низхідного розвитку, складається з позитивних та негативних форм. Форми рельєфу обмежені двомірними (поверхневими) елементами, або гранями (схилами, горизонтальними й субгоризонтальними поверхнями). Позитивні (опуклі) форми — (височини, гори та ін.). Негативні (ввігнуті) — (улоговини, річкові долини та ін.). Крім того, розрізняютьАнтропогенні форми рельєфу — насипи, виїмки, канали, греблі, кар'єри, відвали, терикони тощо.
Рельєф є важливим компонентом географічної оболонки. По-перше, рельєф є базисом для природних територіальних комплексів (ПТК). По-друге, рельєф суттєво впливаєна перерозподіл вологи та тепла по земній поверхні.
Зовнішні, або морфографічні, ознаки рельєфу характеризують форму схилів, їхнє сполучення, довжину й орієнтування найважливіших орографічних одиниць, а також кількісні характеристики рельєфу — морфометрія. Ці ознаки не завжди можуть бути надійною основою для комплексної оцінки рельєфу, оскільки нерідко форми з однаковими зовнішніми рисами мають різне походження й розвиваються по-різному.
При морфогенетичному аналізі рельєфу розрізняють:
- ендогенні, рельєфотвірні чинники, зумовлені внутрішніми силами Землі (переважно тектонічні рухи й вулканічна діяльність),
- екзогенні, пов'язані із променевою енергією Сонця (текуча вода, льодовики, вітер, прибій на берегах морів і озер, вибіркове вивітрювання тощо). Під безпосереднім впливом сили тяжіння на поверхні Землі відбуваються гравітаційні процеси (зсуви, гірські обвали та інше). Чималу роль у формуванні рельєфу відіграє також діяльність людини — антропогенний рельєф.

Ендогенні й екзогенні процеси діють на земну поверхню одночасно, але з різною інтенсивністю в часі й просторі. При провідному значенні ендогенних процесів виникають переважно великі, структурні форми рельєфу суші, дно морів й океанів. Утворення найбільших (планетарних) форм пов'язане також із силами космічного характеру — обертанням Землі, сонячно-місячним тяжінням тощо. Екзогенні процеси зазвичай формують дрібніші, скульптурні форми, ускладнюючи ними форми великого масштабу. Залежно від переважання того або іншого екзогенного фактора розрізняють:
- флювіальні форми, зобов'язані своєю появою роботі річок і тимчасових потоків;
- льодовикові, обумовлені діяльністю сучасних і древніх льодовиків;
- мерзлотні (кріогенні);
- аридні, у створенні яких головну роль грають процеси фізичного вивітрювання, робота вітру та інші.

Області тектонічного підняття й опускання зазнають протилежного за морфологічною спрямованістю впливу з боку зовнішніх процесів: піднесені й ділянки, що підіймаються, земної кори розчленовуються, зрізуються зверху й з боків, тобто піддаються денудації, а знижені й ті, що опускаються, заповнюються продуктами руйнування і зносу, тобто є областями акумуляції.
Перевага тектонічних підняттів над сукупним впливом зовнішніх сил призводить (згідно з В. Пенком) до висхідного розвитку рельєфу, для якого характерне збільшення абсолютних і відносних висот, глибини розчленовування, крутості схилів; при висхідному розвитку рельєфу енергійно протікають процеси річкової ерозії й денудації. Приклад висхідного розвитку рельєф — високогірний тип рельєфу, властивий молодим гірським країнам (Альпам, Гімалаям). Перевага деструктивних екзогенних факторів веде до руйнування позитивних елементів рельєфу, до його спадного розвитку: зменшення абсолютних і відносних висот, появи ввігнутих форм схилів, ослаблення процесів ерозії й денудації. У гірських країнах спадному розвитку відповідає середньовисотний тип рельєфу (Урал, Аппалачі). Середньовисотні гори, знижуючись, переходять у низькогірський тип рельєфу (наприклад, окремі масиви Казахського дрібносопковика); на кінцевій стадії спадного розвитку рельєфу формується майже рівнина, або пенеплен.
Якщо відбувається тектонічне опускання, то залежно від інтенсивності впливу зовнішніх сил утворювані депресії рельєф або збільшуються в розмірах, або вирівнюються завдяки нагромадженню принесеного з боку пухкого матеріалу.
З плином геологічного часу співвідношення рельєфотвірних факторів на кожній ділянці земної поверхні неодноразово змінюється, накладаючи відбиток на характер рельєфу. Сучасний рельєф суші включає різновікові елементи зі слідами й висхідного, і спадного розвитку, тому для правильного розуміння рельєфу його прийнято розглядати в палеогеографічному аспекті. Так, показником зміни в часі висхідного й спадного розвитку рельєф у горах служить ярусність, вивчення якої сприяє з'ясуванню історії розвитку гірської країни в цілому.
Комбінація й відносна роль у рельєфоутворенні того або іншого екзогенного фактора залежать від клімату. У зв'язку із цим розміщення на Землі форм рельєфу, створених головним чином при участі екзогенних процесів, підкоряється закону географічної зональності. У межах рівнинних країн суші чітко простежуються морфокліматичні зони, що відповідають територіальній диференціації сучасних екзогенних процесів. У гірських країнах у зв'язку з розходженнями клімату, обумовленими висотою над рівнем моря, виражена вертикальна морфологічна зональність, або поясність. Зміни клімату, географічної зональності й вертикальної поясності в геологічному минулому знаходять висвітлення в сучасному рельєфі через здатність рельєфу зберігати якийсь час свої риси при умовах, що змінилися. Тому в сучасному ландшафті місцями спостерігається реліктовий рельєф, не властивий сучасним морфокліматичним умовам (наприклад, льодовикові форми рельєфу на Східно-Європейській рівнині являють собою релікт епохи плейстоценового заледеніння). Виділення реліктових форм дозволяє прогнозувати напрямок подальшого розвитку рельєфу.
Стадії і циклічність розвитку рельєфу
Стадії географічного циклу (молодість, зрілість, старіння і глибока старість) які закономірно змінюють одна одну і характеризуються специфічними рисами рельєфу, різним темпом і характером рельєфоутворення. На стадії молодості відбувається інтенсивне ерозійне розчленування початкової поверхні, яка може зберігатися на вододілах. На стадії зрілості рельєф максимально розчленований екзогенними рельєфотвірними процесами, які на цій стадії найбільш активні. На стадії старіння і глибокої старості всі денудаційні процеси уповільнюються вододіли знижені, вкриті корою вивітрювання, завершується формування полого хвилястої рівнини — пенеплену. Поняття С.р.р. введене амер. вченим В. М. Дейвісом.
Циклічність рельєфотворення — закономірне чергування ряду рельєфотвірних процесів, які обумовлені циклічністю геологічних процесів (г.ч. тектонічних рухів) і циклічних змін клімату. В результаті цих впливів спостерігається періодичне виникнення різних ґенерацій рельєфу — спочатку тектонічного, контрастного, потім денудаційного, вирівняного. Одночасно утворюються серії корелюючих з цими ґенераціями відкладів. Циклічність розвитку рельєфу полягає не у повторенні одних і тих же форм, а у закономірному, але новому (неповторюваному) геолого-морфологічному розвитку поверхні земної кори.
Будучи компонентом географічного середовища й вносячи великі зміни в природні умови (клімат, характер і розподіл поверхневих і підземних вод, ґрунтовий і рослинний покрив), рельєф тим самим визначає умови свого подальшого розвитку.

## Класифікація. Генетичні типи та різновиди рельєфу

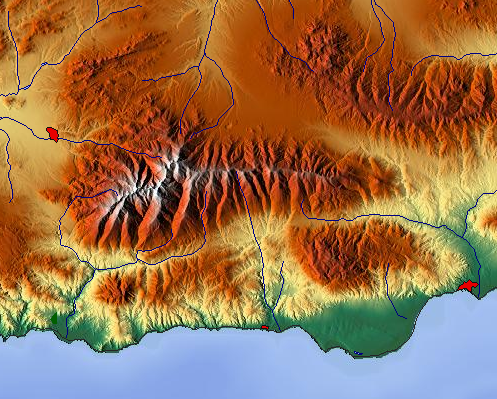
Приклад відмивки при зображенні гірського рельєфу на карті

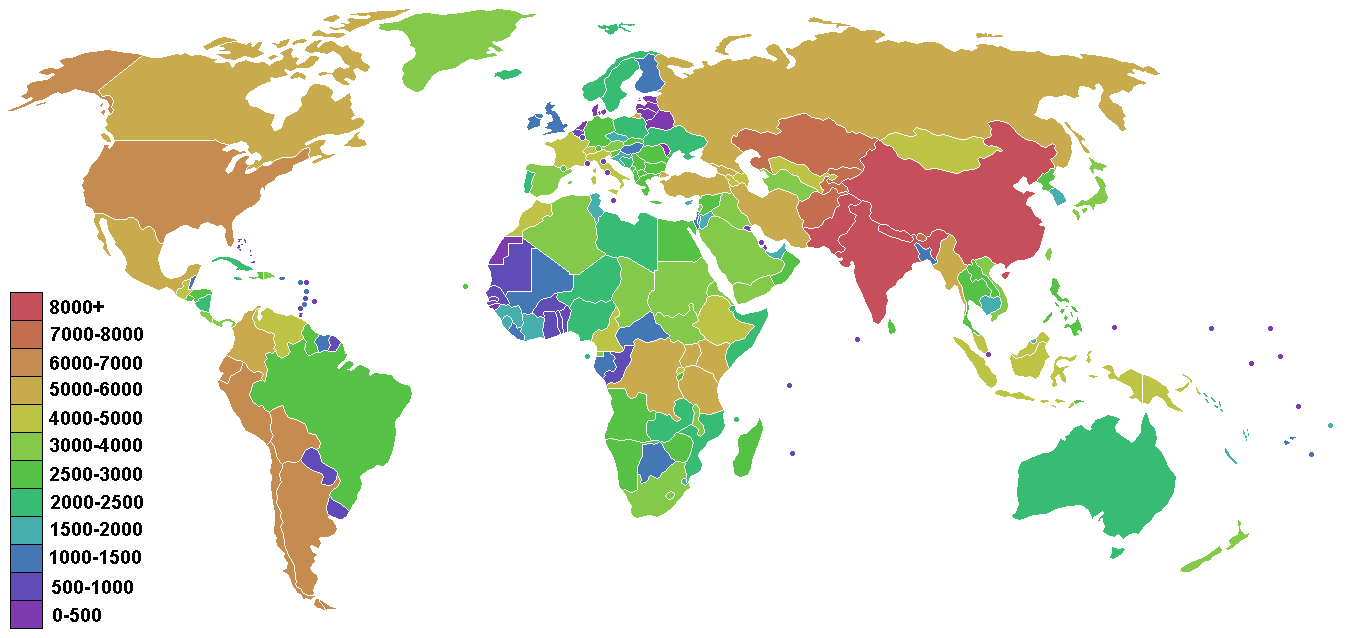
Колір кожної країни відповідає висоті її найвищого пункту над рівнем моря

- Морфометрична класифікація поділяє різний зовнішній вигляд земної поверхні на групи (таксони). Залежно від розміру форми рельєфу поділяють на планетарні (зумовлюють вигляд Землі як планети), мегаформи (найбільші), макроформи (великі), мезоформи (середні), мікроформи (дрібні) та наноформи (найдрібніші).

У залежності від величини форм розрізняють рельєф декількох порядків:
- планетарні форми рельєфу (материкові виступи та ложа океанів)
  - мегарельєф (гірські системи, рівнинні країни),
    - макрорельєф (гірські хребти, міжгірські западини),
      - мезорельєф (горби, яри, підводні каньйони),
        - мікрорельєф (карстові воронки, лунковий або барханний рельєф),
          - нанорельєф (термітники, кротові купки).

Цей розподіл рельєфу є умовним, оскільки точні кількісні границі між наведеними категоріями не встановлені.
- Класифікація за віком (вікова) ґрунтується на встановленні геологічного віку форм рельєфу. За одиниці виміру беруть одиниці фізичного часу — роки, тисячоліття, мільйони років.

- В основу генетичної класифікації форм рельєфу покладено походження певних його форм. Основний постулат сучасної геоморфології про те, що рельєф є результатом взаємодії ендо- та екзогенних чинників, водночас є найоб'єктивнішою характеристикою генезису рельєфу. Тому загальний вигляд походження рельєфу визначається термінами «ендогенний рельєф» або «екзогенний рельєф». Перший властивий областям з інтенсивною ендогенною гороутворювальною геологічною діяльністю, а другий формується за переважаючого впливу екзогенних чинників та процесів рельєфоутворення.

Генетичні типи рельєфу
Генетичні типи рельєфу — це комплекси елементарних форм, подібні за зовнішнім виглядом, походженням, що закономірно повторюються на певній території. Територіальне відокремлення їх може бути пов'язане з:
- особливостями геологічної структури (наприклад, східчастий тип рельєфу), що переважає;
- впливом якого-небудь зовнішнього фактора рельєфоутворення (льодовиковий, водноерозійний, еоловий та інші типи рельєфу), що панує;
- впливом тектонічного фактора (первинно-тектонічний тип рельєф).

Одна з актуальних і найскладніших проблем — створення генетичної класифікації рельєфів, що необхідна не тільки для теоретичних узагальнень, але й для геоморфологічного картографування. У ХХ ст. була розроблена класифікація, в основу якої покладене виділення великих генетичних категорій рельєфів, обумовлених переважним впливом ендогенних або екзогенних рельєфотвірних процесів.
Форми рельєфу, в утворенні яких головна роль належить ендогенним процесам, належать до морфоструктур. У морфоструктурах чітко відбиваються геологічні структури земної кори. Так, платформним геологічним структурам з горизонтальним заляганням шарів у рельєфі відповідають головним чином рівнинні області, а складчастим структурам — гірські країни. Дрібніші форми рельєфу, що мають переважно екзогенне походження (річкові долини, яри, бархани, моренні гряди та інше), виділяються як морфоскульптури.
Генетичним вивченням рельєфу займається геоморфологія. Результати вивчення рельєфів знаходять застосування при вирішенні багатьох завдань: при меліорації, інженерно-технічних вишукуваннях, пошуках корисних копалин та інше.
Окремі різновиди рельєфу
Ендогенний рельєф формується внаслідок тектонічних рухів, тому існує ще одна його назва — тектоногенний рельєф. Тектонічні рухи (як давні, так і сучасні) призводять до порушення первинного залягання гірських порід та утворення антиклінальних і синклінальних складок, флексур, антикліноріїв, синкліноріїв, розривних порушень і деформацій у вигляді горстів та грабенів або інших, чітко виражених форм рельєфу. До ендогенного рельєфу належить також рельєф, що обумовлений процесами інтрузивного та ефузивного магматизму.
Екзогенний рельєф формується за переважного впливу поверхневих чинників рельєфоутворення (екзогенних процесів). Його природа і форми є досить різноманітними, що зумовлено середовищем екзогенного рельєфоутворення, до складу якого входять, окрім поверхневої частини земної кори, ще й приповерхневі гідросфера та атмосфера.
Залежно від домінуючого чинника рельєфоутворення розрізняють наступні головні форми рельєфу.
Тектоногенний — що утворився внаслідок деформації земної кори (антиклінальні та синклінальні складки, розривні порушення, переміщення блоків гірських порід і т. ін.). В Україні розвинутий повсюдно.
Вулканогенний — рельєф, що поширений у районах давнього і сучасного вулканізму. Серед давніх — сибірські базальтові трапи, базальтові виливи плоскогір'я Декан на півострові Індостан та ін. Лавові потоки створюють своєрідний рельєф і навколо активних та сплячих вулканів (Везувій, Етна, Ключевська сопка, Шевелуч, Ельбрус, Кіліманджаро та ін.). В Україні цей тип рельєфу існує в Криму та Карпатах лише на окремих ділянках.
Більшість вивержених порід розсічені тріщинами на частини. За повільного застигання тріщини виникають по краях масивів і з'являються пластові, або «плитоподібні», а за швидкого — шарові окремості. У випадку перетинання тріщин виникають «паралелепіпедні» окремості, які з часом за рахунок руйнування кутів та ребер у процесі вивітрювання перетворюються у «матрацеподібні».
Еоловий — сформований під дією вітру і тому має ще одну назву — дефляційний (лат. deflacio — видуваю). Дефляція має величезне значення у формуванні пустельних ландшафтів. Абразійна діяльність піску, що переноситься вітром, спричиняє появу еолових останців, арок, печер.
Під час піщаних буревіїв пісок різного гранулометричного складу транспортується на величезні відстані. Накопичуючись на окремих площах, він утворює специфічні позитивні форми рельєфу — бархани, що є характерними для пустель. На берегах морів і океанів формуються піщані дюни, які часто зустрічаються на узбережжі Чорного, Азовського, Балтійського, Каспійського та інших морів (а також на берегах річок, у тому числі Дніпра, Десни, Прип'яті та багатьох інших).
Денудаційний — утворюється внаслідок руйнації гірських порід на схилах. Характерним для нього є накопичення продуктів геологічного вивітрювання (що мають назву делювій) біля підніжжя схилів, які сповзають вниз під дією дощових і талих вод. Він є характерним для гірських масивів Криму та Карпат.
Флювіальний — в утворенні провідну роль відіграє дія текучої води. Її ерозійно-акумулятивна діяльність є різною для тимчасових та постійних потоків (річок). Розвинутий на всій території нашої держави.
Гляціальний — формується внаслідок дії на земну поверхню давніх і сучасних гірсько-долинних і покривних зледенінь. Основні форми рельєфу — кари (борозни) та цирки (чашеподібні заглиблення).
Руйнування гірських порід льодовиками має назву льодовикової ерозії. Результатом дії покривного льодовика, що пересувається на великі відстані, є утворення трогових долин, або льодовикових трогів.
Уламковий матеріал, що переноситься і відкладається льодовиком, має назву морена. Витягнуті вздовж напрямку руху льодовика гряди (довжиною до 30–70 км і шириною до 3–4 км) називаються ози, а невпорядковані групи та смуги невисоких пагорбів (6–12 м заввишки), що іноді розділені глибокими (до 14 м) котловинами, — ками. Яскравий приклад — Шацькі озера на Волині.
Карстово-суфозійний — утворений процесами хімічного ризчинення та вилуговування гірських порід або процесами механічного винесення дрібноуламкових гірських порід підземними водами (Донбас, Крим, Карпати).
Рельєф морських, озерних узбереж та шельфу — сформований переважно береговими процесами (узбережжя Чорного та Азовського морів).
Біогенний — результат процесів природного заростання озерних водоймищ або формування рифових споруд на морському мілководді. Розвинутий повсюдно.
Антропогенний (техногенний) — наслідок активної господарської діяльності людини на земній поверхні. Притаманний територіям, на яких проводиться інтенсивна господарська діяльність.
Ендо- та екзогенний рельєфи мають певні особливості на різних ділянках земної кори, що представлена двома головними різновидами — гірськими областями та рівнинами. Тому доцільно розрізняти рельєф гірський та рівнинний.

## Особливості планетарного рельєфу Землі

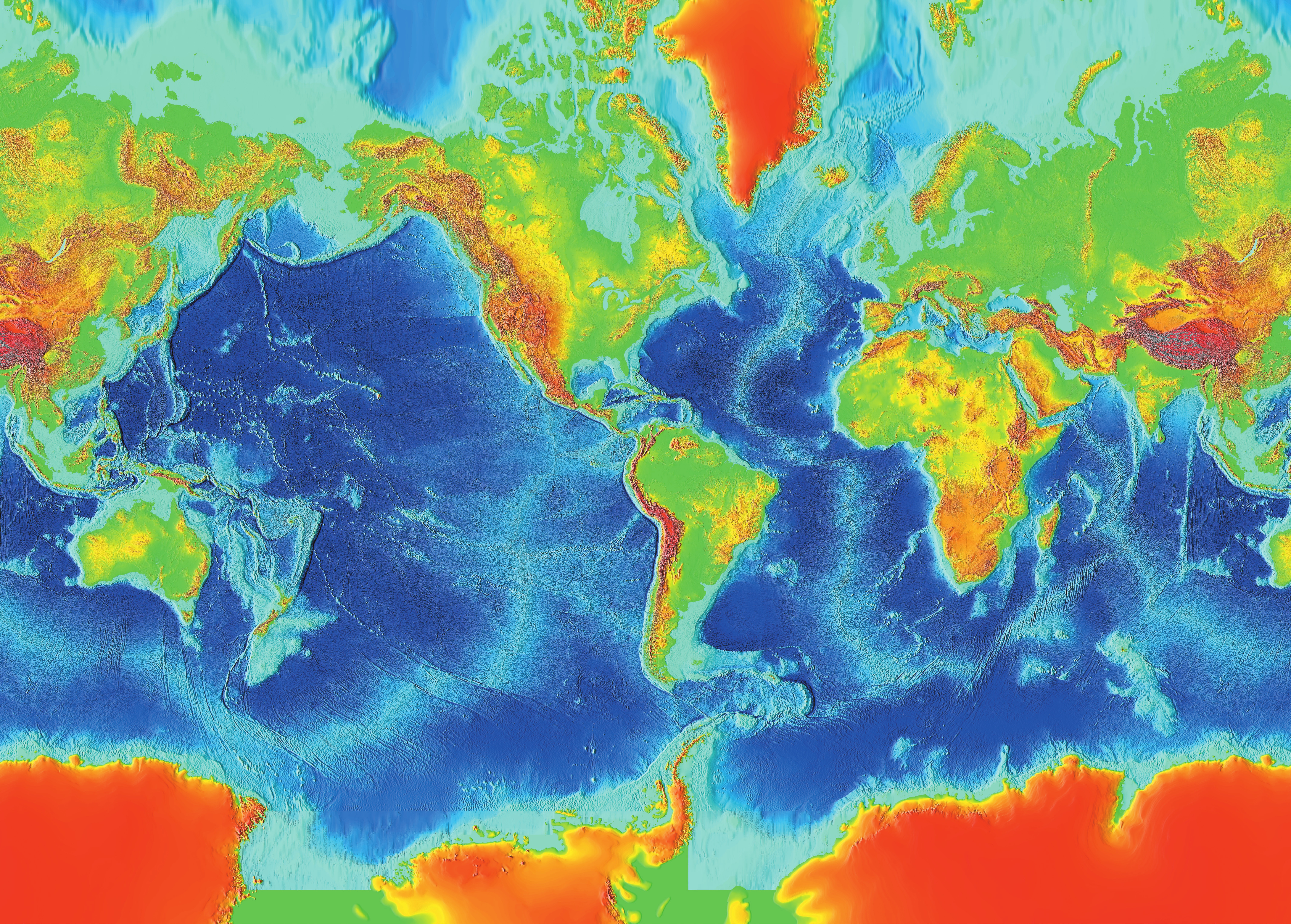
Карта висот материків та дна океану

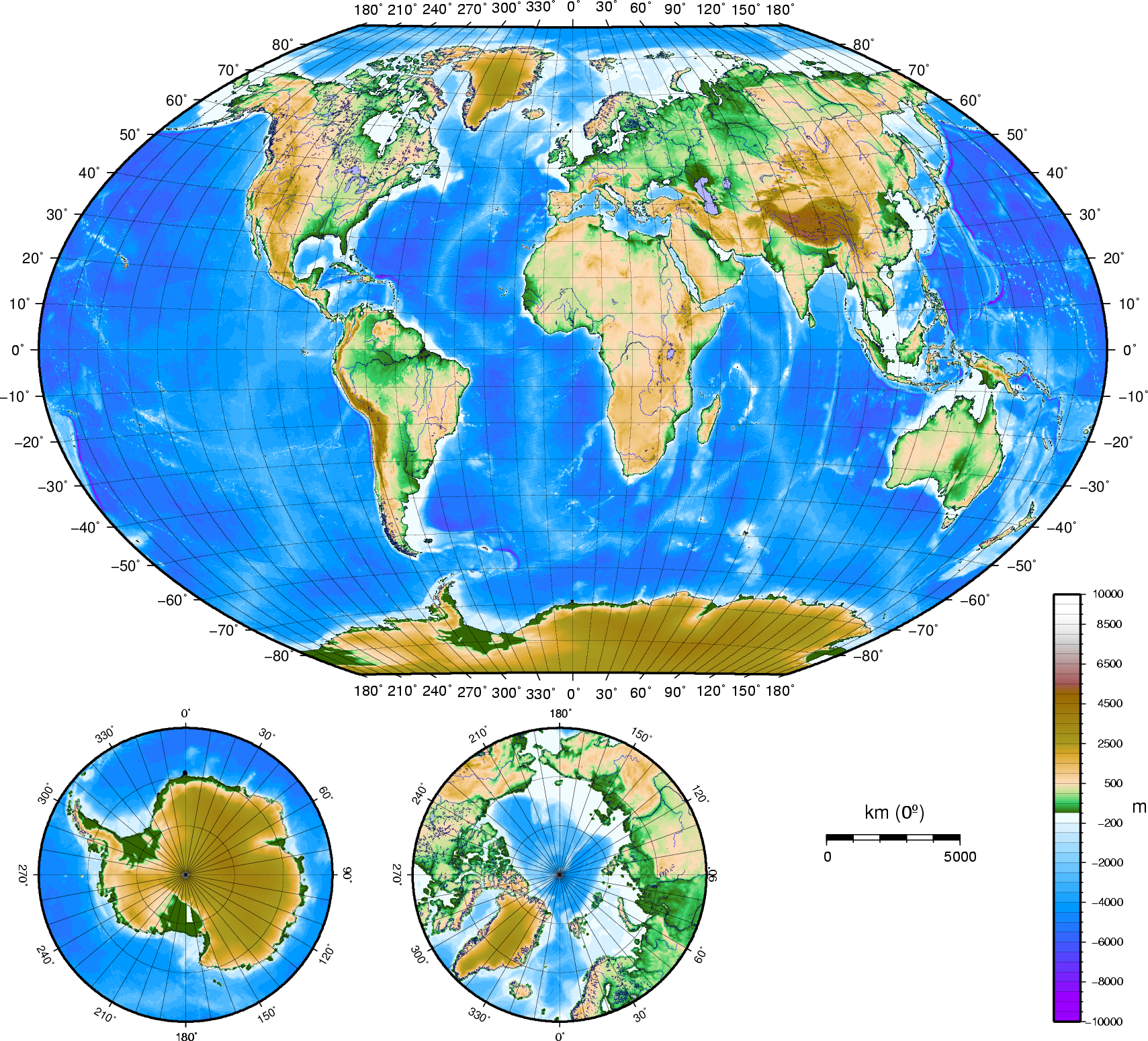
Планетарний рельєф

Найвища вершина материків — гора Джомолунгма у Гімалаях (8844,43 м), найнижча відмітка дна океану — Маріанська западина у Тихому океані (11 022 м). Середня висота материків 970 м, на них переважають рівнини та низькогір'я з висотою до 1000 м. Платформенні рівнини займають 64 % площі материків. Середня глибина океану становить 3 704 м, панують глибини від 3 000 до 6 000 м; на долю глибоководних западин та жолобів припадає лише близько 1,5 % площі океану.
Основу літосферних плит складають платформи. Їх кристалічний фундамент у деяких місцях виходить із-під осадового чохла на поверхню та утворює щити або залягає поблизу неї у вигляді плити. У рельєфі щитам відповідають підвищення та плоскогір'я, плитам — низовини. У областях складчастості розташовуються складчасті та складчасто-брилові гори.
Найважливіші структурні частини океанічної кори — океанічні платформи та серединно-океанічні хребти (загальна довжина системи 80 тис. км), що трапляються в усіх океанах. Крім хребтів, у Світовому океані відомо багато підвищень, або океанічних плато. Найбільше з них розташоване в Атлантичному океані — Бермудське плато. Океанічні платформи у рельєфі відповідають хвилястим і плоским абісальним (глибоководним) рівнинам, які лежать на глибині 4,5-6,0 км та розділені бриловими горами (без слідів складчастості) на окремі котловини. Крім того, на дні океану відомі близько 10 тис. підводних гірських вершин. Підводні гори з плоскими вершинами називають гайотами. Серединно-океанічні хребти від океанічних платформ відрізняються високою сейсмічністю та неглибоким заляганням осередків землетрусів. Вони утворюються за рахунок підняття магми у рифтових зонах. У зонах субдукції розташовані острови з активними вулканами, які різко переходять у глибоководні жолоби.

## Цікаво
Цікаво, що різновиди рельєфу розрізняли і вивчали в середньовіччі. Наводимо уривок з праці Георга Агріколи «De Re Metallica» (1556 р.), що його саме присвячено цій темі:
| За своїм характером місцевості бувають гористими, горбистими, долинними, рівнинними... Щодо гір, то вони передусім розрізнюються між собою за положенням – одні розташовані на рівнині і площині, інші – в пересіченій і піднесеній країні, а треті ніби нагромаджені одна на одну. |
| Долини, як і рівнини, бувають також вельми різні. Одні закриті по сторонах, але мають відкриті вхід і вихід, у інших відкритий лише вхід або вихід, зі всіх же інших сторін вони закриті; ті та інші, власне, і називаються долинами. Треті, з всіх сторін оточені горами, називаються улоговинами. Далі, одна долина має западини, інша їх не має, одна – широка, інша – вузька, одна – довга, інша – коротка; крім того, одна розташована не вище найближчої рівнини, інша підноситься над степовою рівниною, більш низовинною. |